# Калюжное (Лебединский район)
Калюжное (укр. Калюжне) — село,
Калюжненский сельский совет,
Лебединский район,
Сумская область,
Украина.
Код КОАТУУ — 5922983701. Население по переписи 2001 года составляло 340 человек.
Является административным центром Калюжненского сельского совета, в который, кроме того, входят сёла
Вершина,
Гудымовка,
Забуги,
Корчаны,
Ляшки,
Радчуки,
Топчии,
Тригубы,
Черемуховка и
Ищенки.

## Географическое положение
Село Калюжное находится на одном из истоков реки Будылка.
На расстоянии в 0,5 км расположено село Гудымовка, в 1-м км — село Забуги.
По селу протекает пересыхающий ручей с запрудой.

## История
- Первые упоминания о селе Калюжное относятся к первой половине XVIII века.

## Экономика
- Лебединский ветсанзавод, ГП.
- ЧП им. Мичурина.

## Объекты социальной сферы
- Клуб.

## Известные жители и уроженцы
- Криницкий, Григорий Александрович (1922—1995) — Герой Социалистического Труда.
- Руденко, Семён Андреевич (1904—1967) — Герой Социалистического Труда.